# Wilfried Lippitz
Wilfried Lippitz (* 2. März 1945 in Berlin) ist ein deutscher Erziehungswissenschaftler und emeritierter Professor für systematische und vergleichende Erziehungswissenschaft an der Justus-Liebig-Universität. Er ist Vertreter einer phänomenologisch orientierten Erziehungswissenschaft.

## Leben und Wirken
Lippitz absolvierte nach dem Abitur 1966 am Ernst-Moritz-Arndt-Gymnasium in Osnabrück ein Lehramtsstudium an der Pädagogischen Hochschule Niedersachsen (Abteilung Osnabrück), das er 1969 mit der ersten Staatsprüfung für das Lehramt an Volksschulen abschloss. Die zweite Lehramtsprüfung legte er nach zweijähriger Tätigkeit als Junglehrer an der Gemeinschaftsschule in Vörden bei Osnabrück ab. Es folgte ein Promotionsstudium an der PH Bielefeld, das er 1976 mit der Dissertation Kritische Rekonstruktion bildungsphilosophischer Grundlagen der dialektischen Bildungstheorie Josef Derbolavs unter dem Problemaspekt des Theorie- und Praxisverhältnisses an der Universität Osnabrück abschloss.
Ab 1975 war Lippitz wissenschaftlicher Assistent in der Lehramtsausbildung an der Gesamthochschule und späteren Universität Siegen. 1980 habilitierte er sich dort mit der Schrift ‚Lebenswelt‘ oder die Rehabilitierung vorwissenschaftlicher Erfahrung. Ansätze eines phänomenologisch begründeten anthropologischen sozialwissensschaftlichen Denkens in der Erziehungswissenschaft. Im Fachbereich „Erziehungswissenschaft – Psychologie – Sport“ erhielt er die Lehrbefugnis für Erziehungswissenschaft. 1980 bis 1986 arbeitete er als Privatdozent und auf einer befristeten Professur an der Gesamthochschule Siegen in der Lehrerausbildung.
Seit 1986 war er am Deutschen Institut für Fernstudien an der Universität Tübingen im Bereich der Erwachsenenweiterbildung tätig. 1988 wurde er zum außerplanmäßigen Professor ernannt und war seit 1991 Honorarprofessor an der Universität Tübingen. Nach Gastprofessuren an der Universität Jena sowie in Kiel und Osnabrück folgte 1994 eine Professur für Allgemeine Pädagogik an der Universität Osnabrück (Abteilung Vechta). 1995 wurde er Professor für Systematische und Vergleichende Erziehungswissenschaft an der Justus-Liebig-Universität Gießen. Dort wirkte er bis zum Eintritt in den Ruhestand im Jahr 2008.

## Forschungsschwerpunkte
Arbeiten zu den Bereichen der Pädagogischen Anthropologie, Bildungstheorie, Biographieforschung, Kindheitsforschung, Erziehung bilden den Schwerpunkt der phänomenologisch-pädagogischen Forschungen von Lippitz. Seine philosophische Ausrichtung orientiert sich an der Tradition von Edmund Husserl, Merleau-Ponty, Bernhard Waldenfels, Emmanuel Lévinas. Zusammen mit Käthe Meyer-Drawe und Vertretern der Utrechter Schule (Beekman, Levering, van Manen) und Malte Brinkmann entwickelt er in kritischer Auseinandersetzung mit der phänomenologischen Tradition der Pädagogik und den Sozialwissenschaften eine lebensweltliche Erfahrungskonzeption, die neben den intellektuellen gerade auch die sinnlich-leiblichen Dimensionen von Erfahrung systematisch berücksichtigt.
Lippitz gründete den internationalen Arbeitskreis für phänomenologisch-pädagogische Forschungen, der von 1980 bis 1990 jährlich tagte und Beziehungen zu Forschern in den Niederlanden, Belgien, Kanada und den USA unterhielt. Als Berater war Lippitz in der Redaktion der Zeitschrift Phenomenology and Pedagogy (Universität Alberta) tätig. Er war Mitherausgeber des Jahrbuchs für Bildungs- und Erziehungstheorie zusammen mit Walter Bauer, Winfried Marotzki, Jörg Ruhloff, Alfred Schäfer, Christine Wulf. Gemeinsam mit Malte Brinkmann und Ursula Stenger ist er Herausgeber der Reihe Phänomenologische Erziehungswissenschaft.

## Veröffentlichungen
- Dialektische Bildungstheorie in dialektischer Kritik. Peter Lang Bern, Frankfurt am Main/ München 1976, ISBN 978-3-261-01662-1
- mit Bernd Fichtner, Wolfgang Popp: Schulpraktische Studien, Handbuch, Scriptor Verlag, Kronberg/Taunus 1978
- „Lebenswelt“ oder die Rehabilitierung vorwissenschaftlicher Erfahrung. Beltz, Weinheim/ Basel 1980, ISBN 978-3-407-58075-7
- mit Jutta Plaum: Tasten. Gestalten. Geniessen. Einführung in konkretes pädagogisch-anthropologisches Denken an Unterrichtsbeispielen aus der Grundschule. Scriptor, Königstein/Taunus 1981, ISBN 978-3-589-20784-8
- Phänomenologische Studien in der Pädagogik. Deutscher Studienverlag, Weinheim 1993, ISBN 978-3-89271-449-1
- Differenz und Fremdheit. Peter Lang, 2003, ISBN 978-3-631-50629-5
- Phänomene der Erziehung und Bildung. Phänomenologisch-Pädagogische Studien. Reihe „Phänomenologische Erziehungswissenschaft“ (Hrsg. Malte Brinkmann), Springer, Wiesbaden 2019

### Als Herausgeber
- mit Käte Meyer-Drawe: Lernen und seine Horizonte. Phänomenologische Konzeptionen menschlichen Lernens – didaktische Konsequenzen. Scriptor, Königstein/Taunus 1982, ISBN 978-3-589-20810-4

- mit Helmut Danner: Beschreiben. Verstehen. Handeln. Gerhard Röttger Verlag, München 1984
- mit Käte Meyer-Drawe: Kind und Welt. Phänomenologische Studien zur Pädagogik. 2. Auflage, Athenäum, Frankfurt/M. 1987, ISBN 978-3-610-09704-2
- mit Bernd Fichtner, Hans-Joachim Fischer: Pädagogik zwischen Geistes- und Sozialwissenschaft. Standpunkte und Entwicklungen. Verlag Anton Hain bei Athenäum, 1985
- mit Christian Rittelmeyer: Phänomene des Kinderlebens. Beispiele und methodische Probleme einer pädagogischen Phänomenologie. Klinkhardt, Bad Heilbrunn, 2. Auflage 1990
- mit  Edgar Papp: Menschenskinder im „Internationalen Jahr der Familie 1994“. Vechtaer Universitätsschriften. Verlag Runge, Cloppenburg 1995, ISBN 978-3-926720-21-4
- mit Hermann J. Forneck: Literalität und Bildung. Tectum Verlag, Marburg 2002